# پیرایشگاه

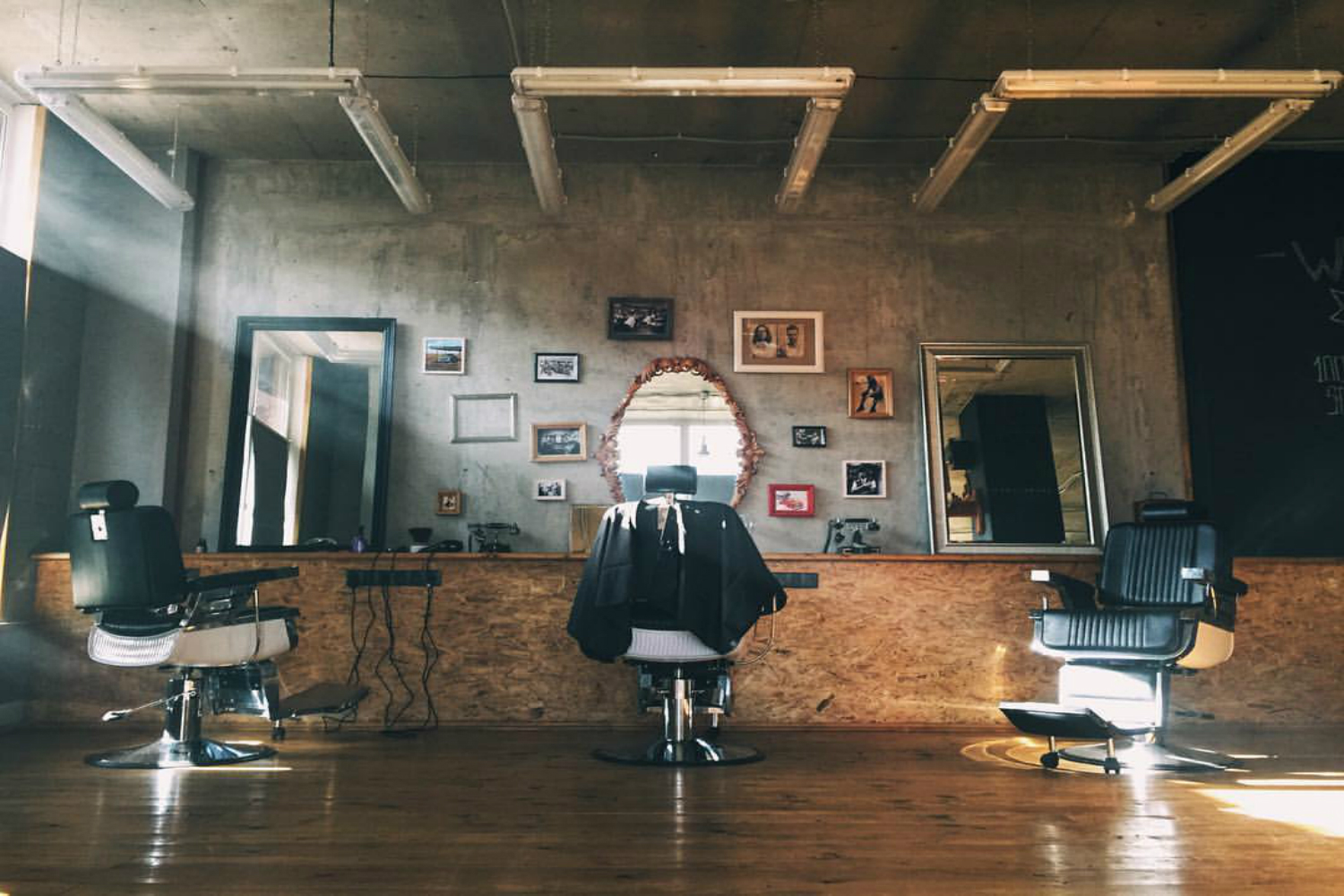
محیط داخلی یک پیرایشگاه

پیرایشگاه، آرایشگاه مردانه یا باربِرشاپ (به انگلیسی: Barbershop) به مکانی گفته می‌شود که اصلاح و آرایش موی مردان صورت می‌گیرد که جنبه آرایشی و بهداشتی دارد. واژه پیرایشگر یا آرایشگر به شخصی که این کار را انجام می‌دهد گفته می‌شود. به این مکان سلمانی نیز گفته می‌شود.
در گذشته امر تراشیدن و اصلاح ریش و سبیل مردان نیز برعهدهٔ آنان بود که امروزه با رونق تیغ‌های ریش‌تراش و ریش‌تراش برقی، این کار کمتر به آنان سپرده می‌شود. آرایشگری در ایران به‌عنوان «هنر دهم» به ثبت رسیده‌است.
وسایل اصلی آرایشگاه‌ها عبارتند از: کلیپس، برسِ سر، قیچی ابرو، پیش‌بند، ماشین آرایشگری، موچین، برس ابرو، تیغ و دسته تیغ، موپَران، آبپاش حوله و کیف نگهداری وسایل.

## تاریخچه

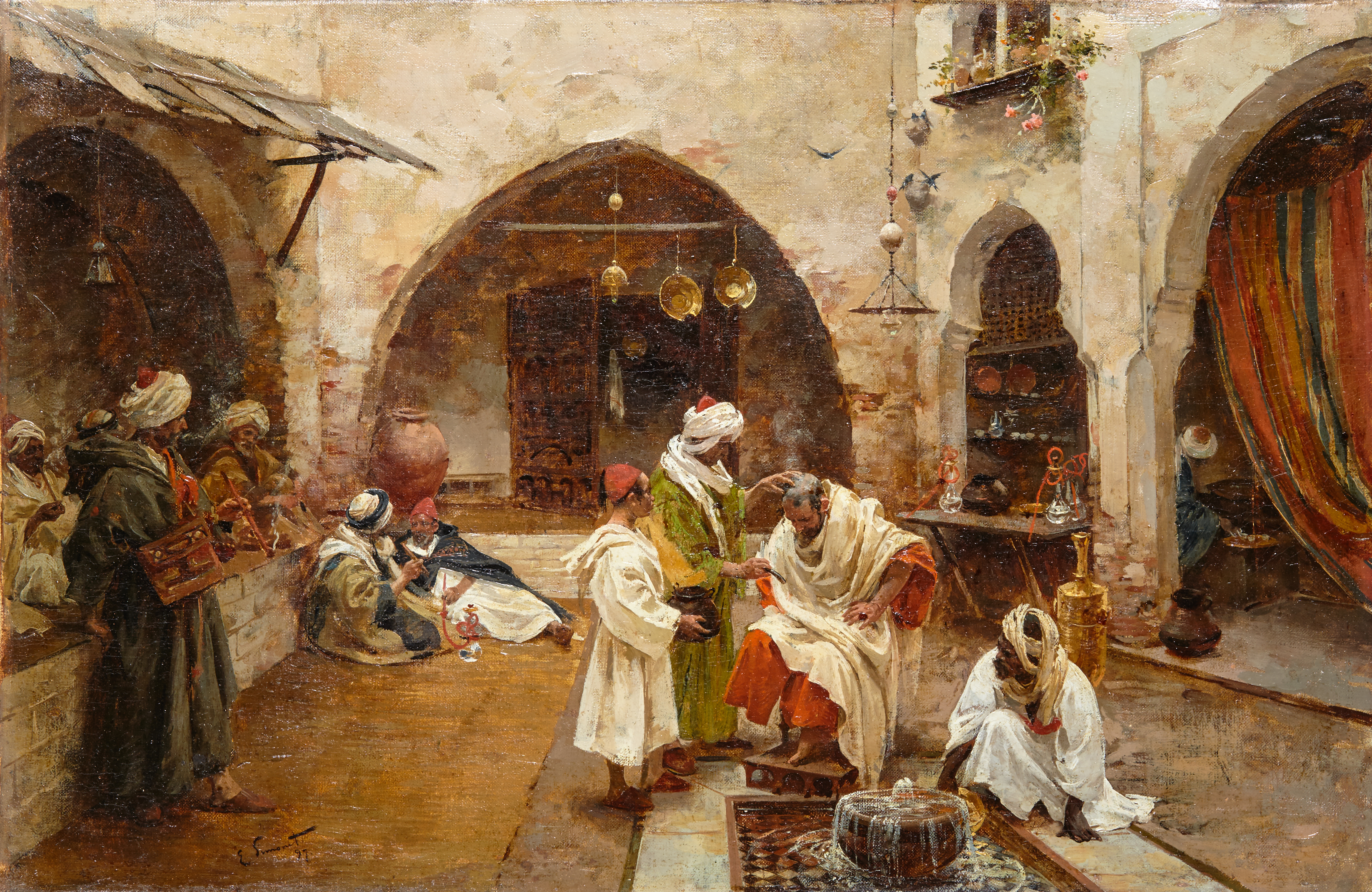
نقاشی آرایشگاه مردانه توسط انریکه سیمونت؛ سال ۱۸۹۷

قدیمی‌ترین وسایل اصلاح برنزیِ کشف‌شده، مربوط به ۳۵۰۰ سال پیش از میلاد مسیح در مصر باستان است.

در گذشته، در بسیاری از نقاط دنیا، سلمانی‌ها نیز، به‌مانند دلاکان در برخی امور پزشکی و دندانپزشکی دخالت می‌کردند.
در ایران، اموری مانند جراحی، زخم‌بندی، دندان‌کشی و حجامت برعهدهٔ سلمانی بود و شغل دوم وی به‌شمار می‌آمد. همچنین، برخی از مداواهای اورژانس، مانند بریدگی‌ها، جراحت‌ها، عقرب‌گزیدگی و مارگزیدگی بدون اجرت انجام شده و در هر محل از وظایف سلمانی بوده‌است.
علاوه بر سلمانی‌هایی که دکان داشتند، سلمانی‌هایی نیز بوده‌اند که فاقد محل ثابت کسب بوده و به‌صورت سیار و دوره‌گرد کار می‌کردند. پاتوق این قبیل سلمانی‌ها، میدان‌های پرتردد و قهوه‌خانه‌ها بوده‌است. این سلمانی‌ها معمولاً مهارت همکاران دکان‌دار خود را نداشتند، ولی گاهی برای تبلیغ و ترغیب مردم به اصلاح، با دیشلمه و چای دارچین از آنان پذیرایی می‌کردند. اصطلاح «اصلاح چای دارچینی» نشانگر آرایش نامطلوب بوده‌است.
| سرم را سرسری متراش ای استادِ سلمانی |  | که این سر در سرای خود سری دارد و سامانی |

## آرایشگاه‌های نوین

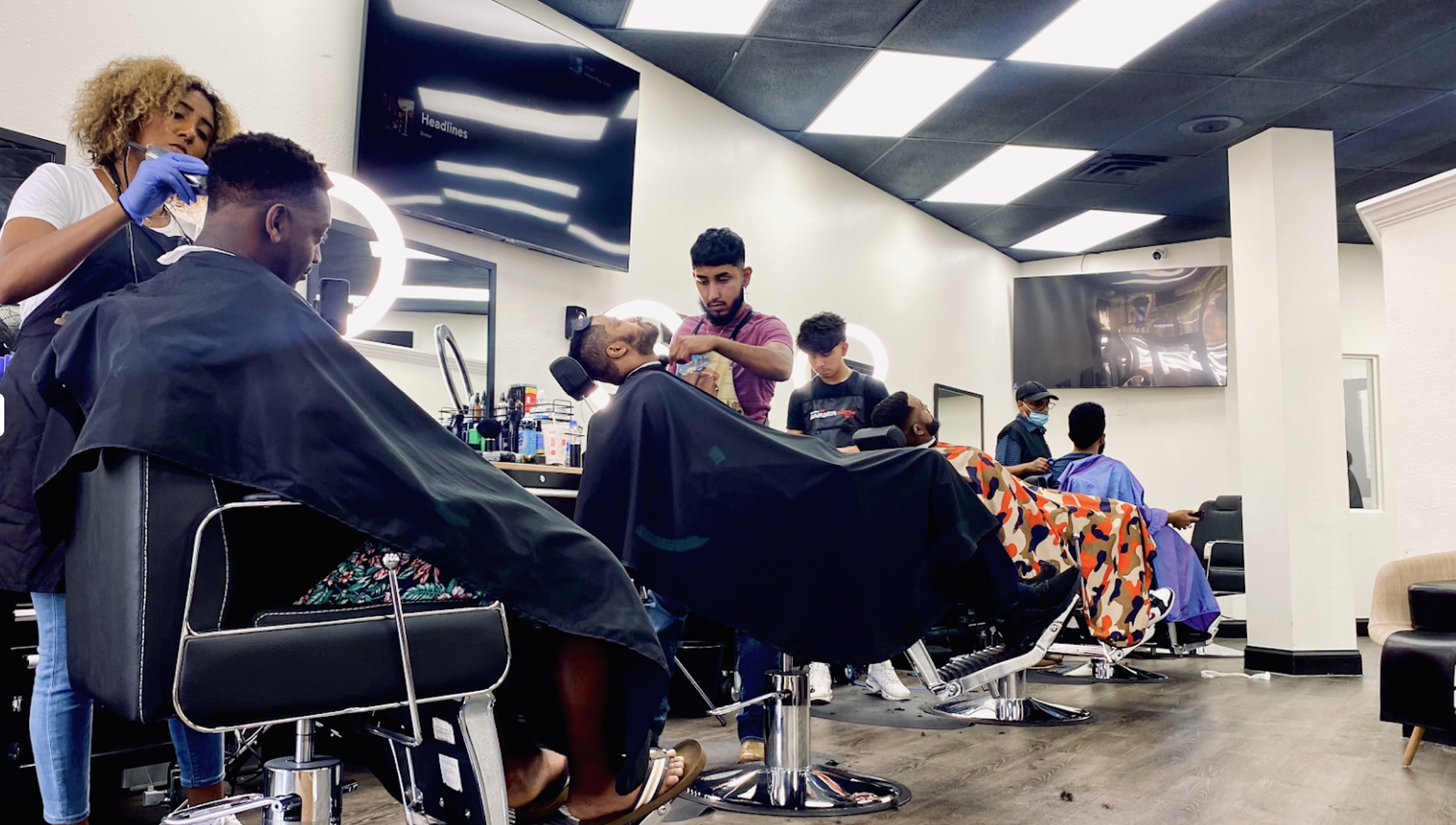
یک پیرایشگاه نوین

امروزه برخی از آرایشگاه‌ها مجهز به رایانه و ژورنال دیجیتال برای نمایش و انتخاب مدل موی مطلوب شده‌اند. دستگاه‌های استریل برقی، تجهیزات آنان را استریل می‌کنند. صندلی‌های برقی جایگزین چهارپایه‌های قدیمی شده و استفاده از وسایل بهداشتیِ مشترک در آن‌ها منسوخ شده‌است.

### خدمات ارائه شده در آرایشگاه‌های مردانه

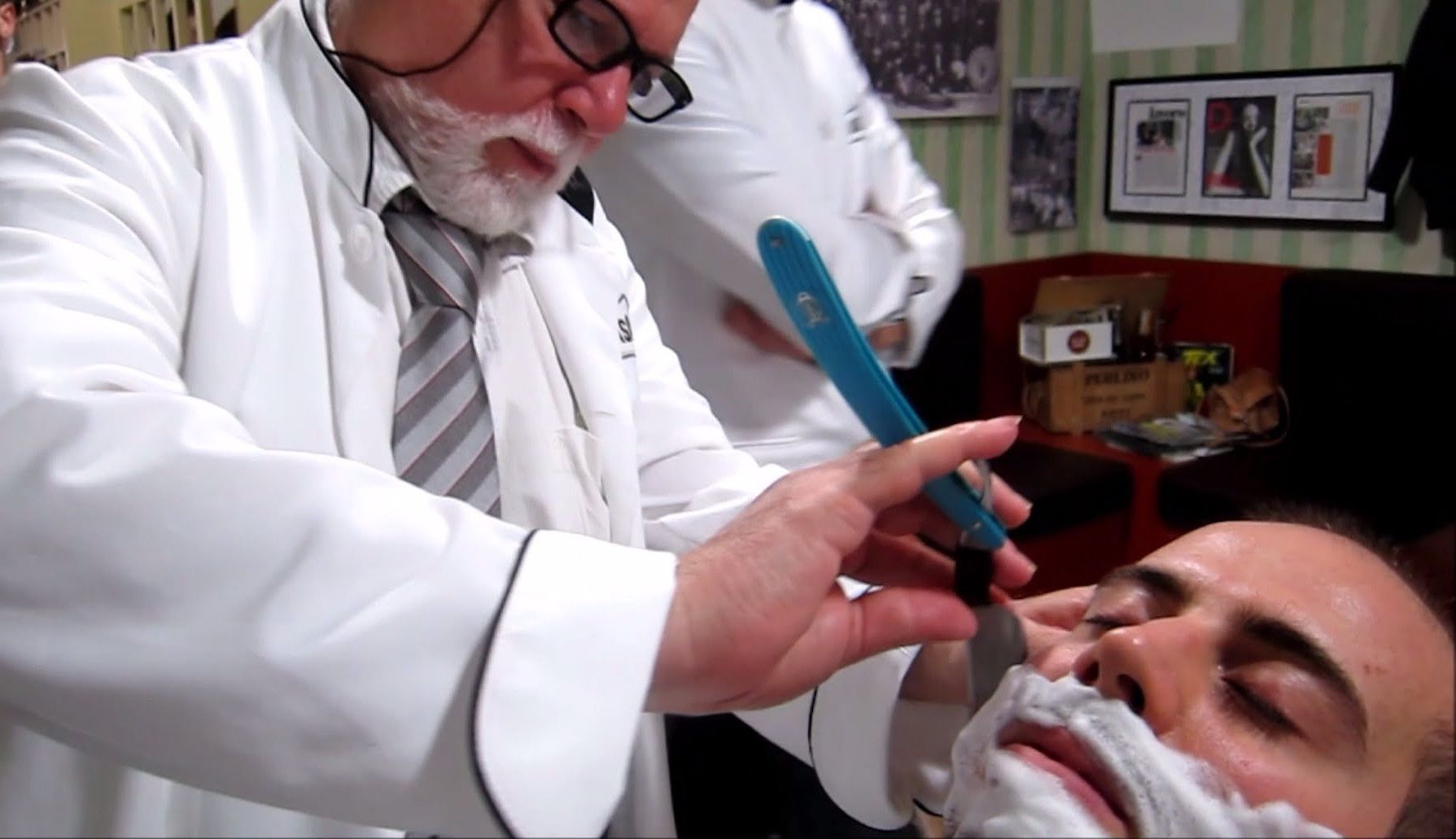
تراشیدن ریش با استفاده از فوم اصلاح

امروزه خدمات آرایشگاه‌های مدرن به اصلاح موی سر به صورت ساده خلاصه نشده و شامل موراد بسیار زیادی می‌شود. از این دسته اقدامات می‌توان به موارد زیر اشاره کرد:
- پیتاژ یا خرد کردن مو که شیوه ای جدید از کوتاه کردن مو است.
- کوتاه کردن موی سر با تیغ که در آن بجای قیچی از تیغ برای کوتاه کردن مو (نه کچل کردن) استفاده می‌شود.
- سایه زدن دور مو، که طی آن موهای دور سر سفید (صفر) شده و کم‌کم با حرکت دادن قیچی و شانه یا ماشین اصلاح به سمت بیرون و همزمان رو به بالا بلندتر می‌شود.

ضمناً در آرایشگاه‌های مدرن خدمات جانبی همچون گریم، آرایش داماد، ماسک گذاری صورت، ماسک گذاری مو، (ویتامینه و پروتئینه) رنگ کردن و صاف یا فر کردن مو، بافت مو، اپیلاسیون و موراد بسیاری انجام می‌شود که شاید در سالیان دور فقط برای بانوان انجام می‌شده‌است.

## آرایشگاه زنانه

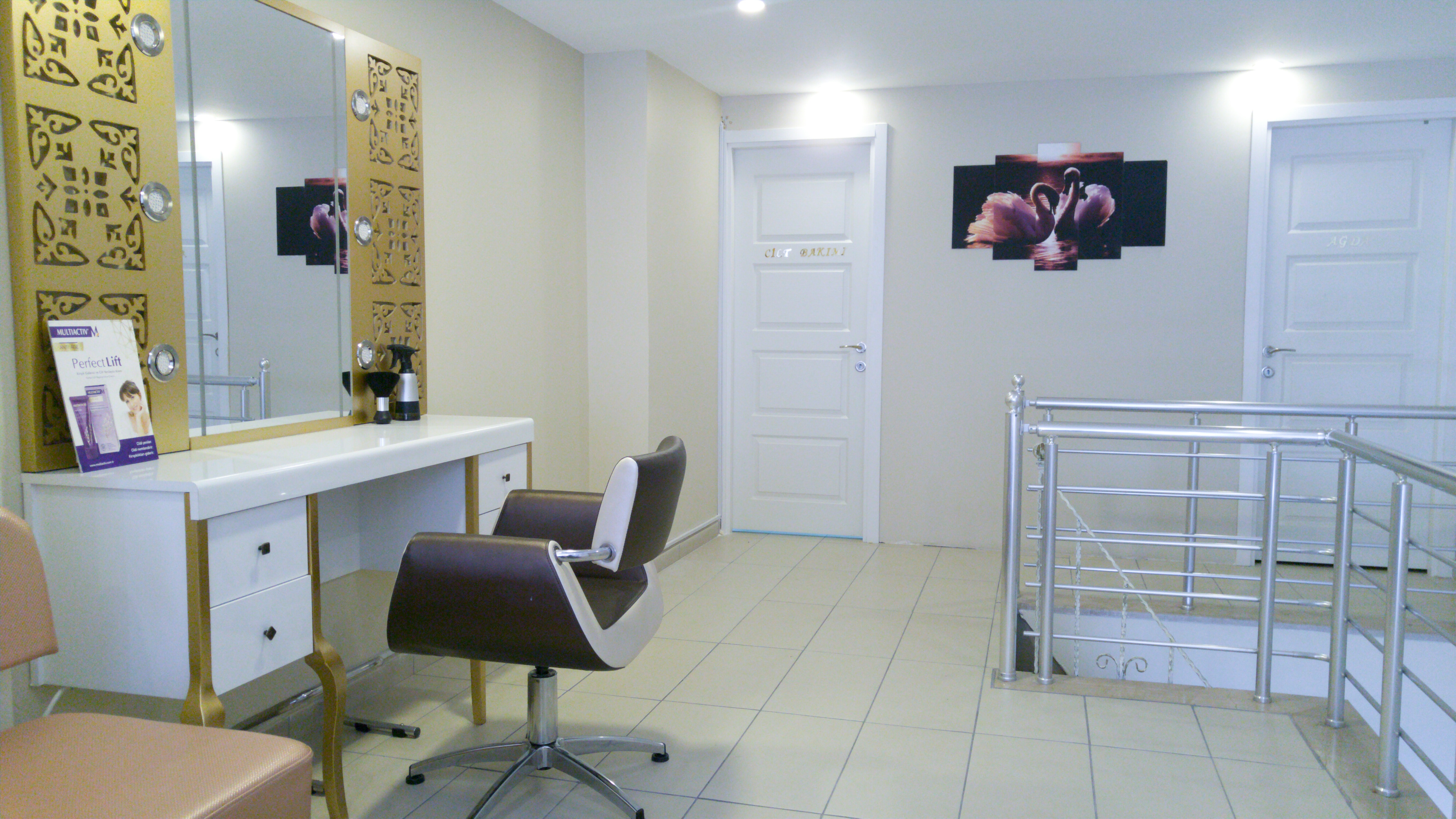
یک آرایشگاه زنانه در استامبول در محله اسن یورت

مکانی که در آن خدمات زیبایی زنان ازقبیل آرایش، اصلاح ابرو، اصلاح صورت، پیرایش و کوپ و کوتاهی مو، آرایش صورت، شنیون، براشینگ، اجرایش ، رنگ و مش و لایت، فر و بافت مو، خدمات ناخن، موزدایی ، اجرایش  و آرایش عروس و… انجام می‌گیرد.
همچنین امروزه آرایشگاه‌های زنانه به صورت مجازی  نیز فعالیت می‌کنند.

## ریشه واژه سلمانی
سلمانی از نام سلمان فارسی صحابه ایرانی پیامبر اسلام برگرفته شده‌است. او بود که در آغاز اسلام موهای سر پیامبر را کوتاه می‌کرد و دیگران از این کار زیبای ایرانیان خوششان آمد و نام سلمانی به معنای پیرایشگر یا در اصطلاح آرایشگر مردانه جا افتاد.

## نگارخانه

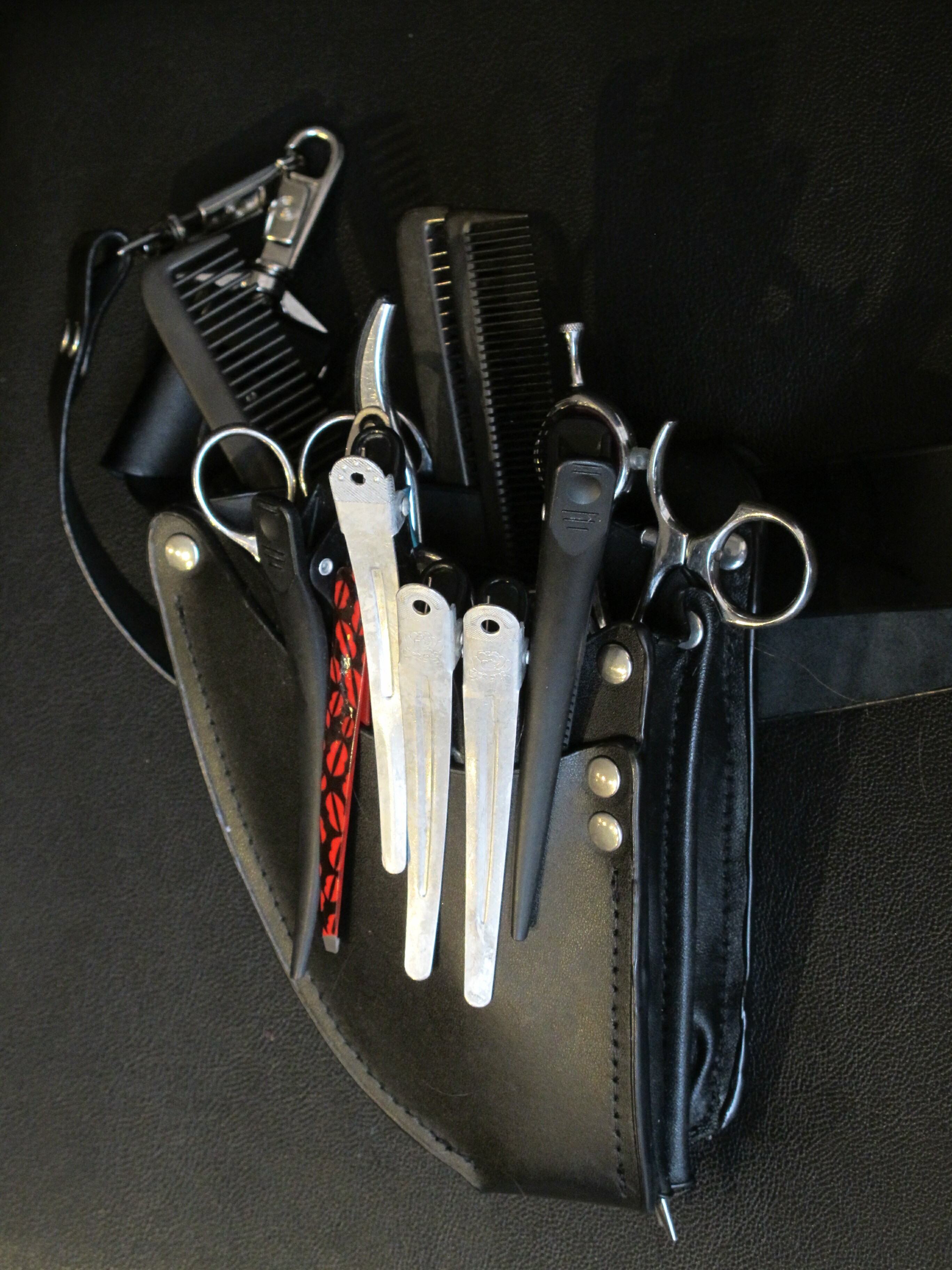
کیف کمری آرایشگری
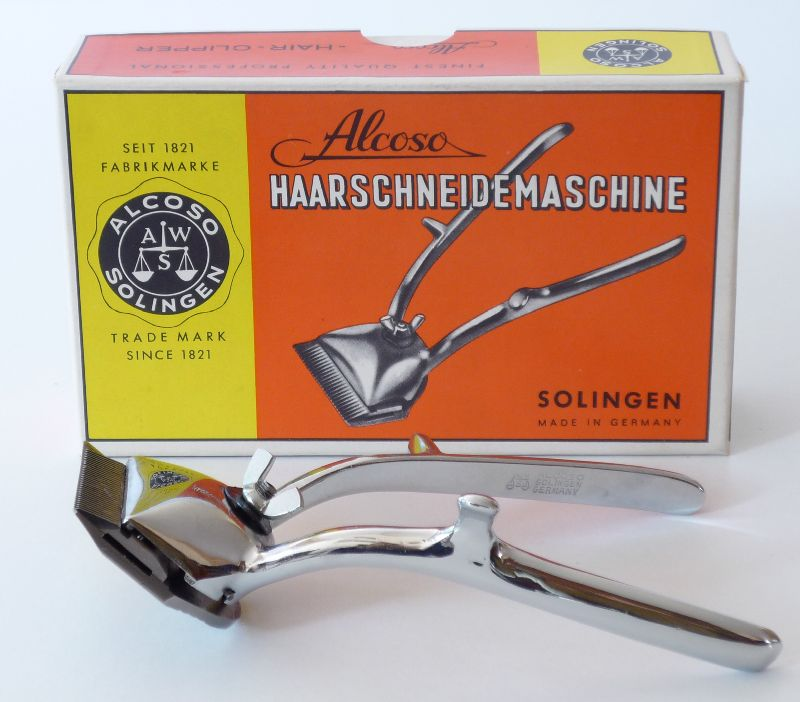
ماشین اصلاح دستی
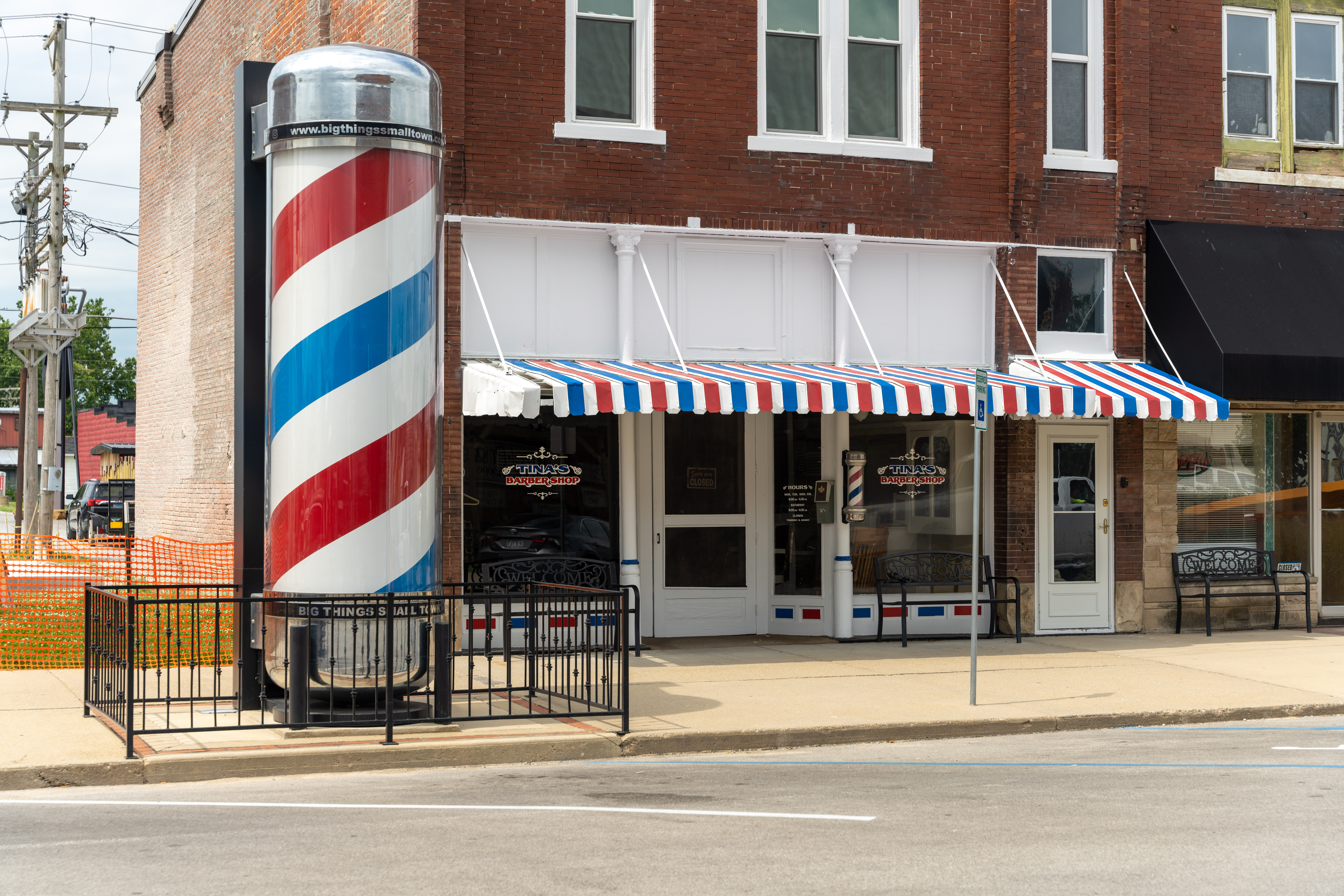
باربرپل
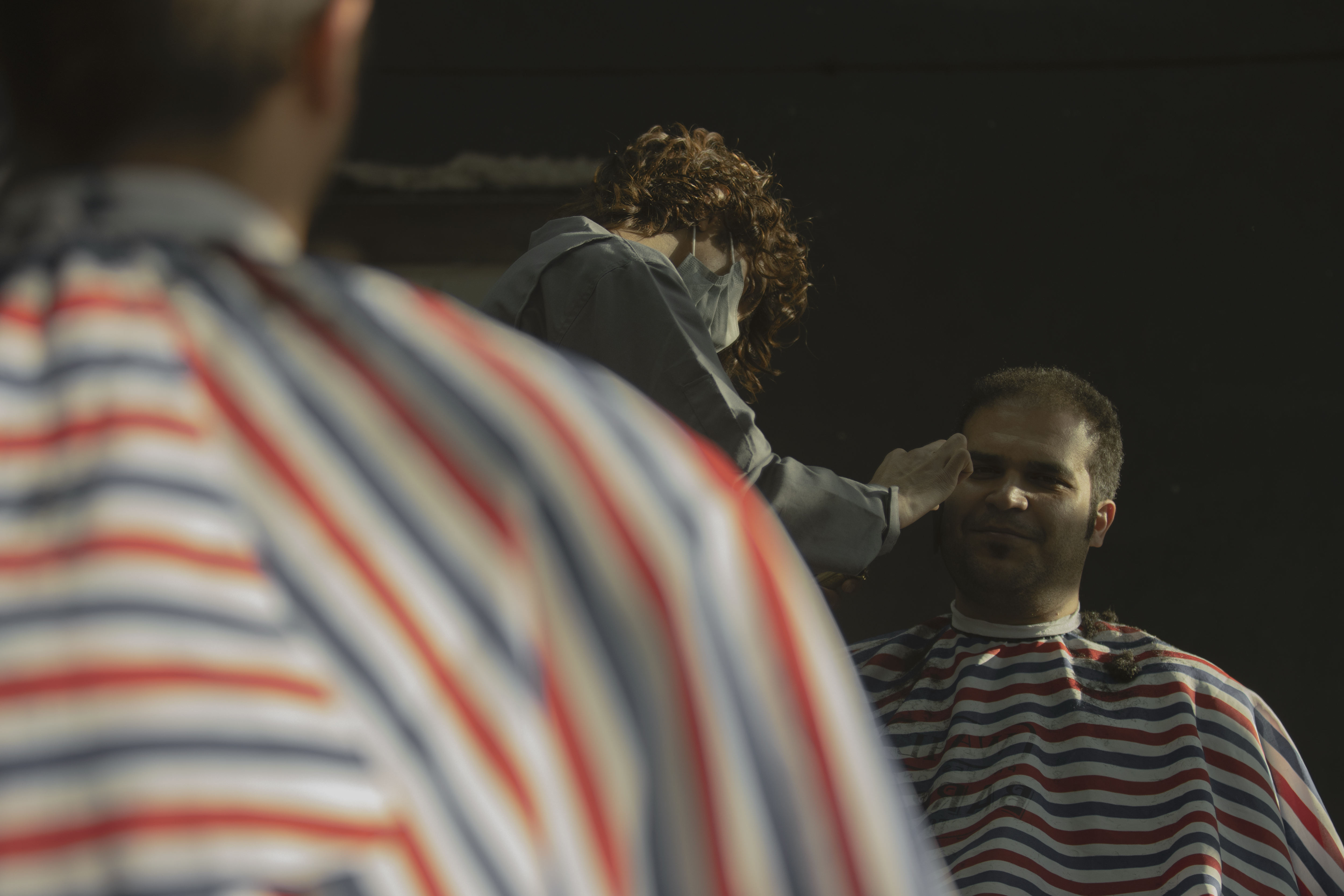
پیشبند آرایشگاهی
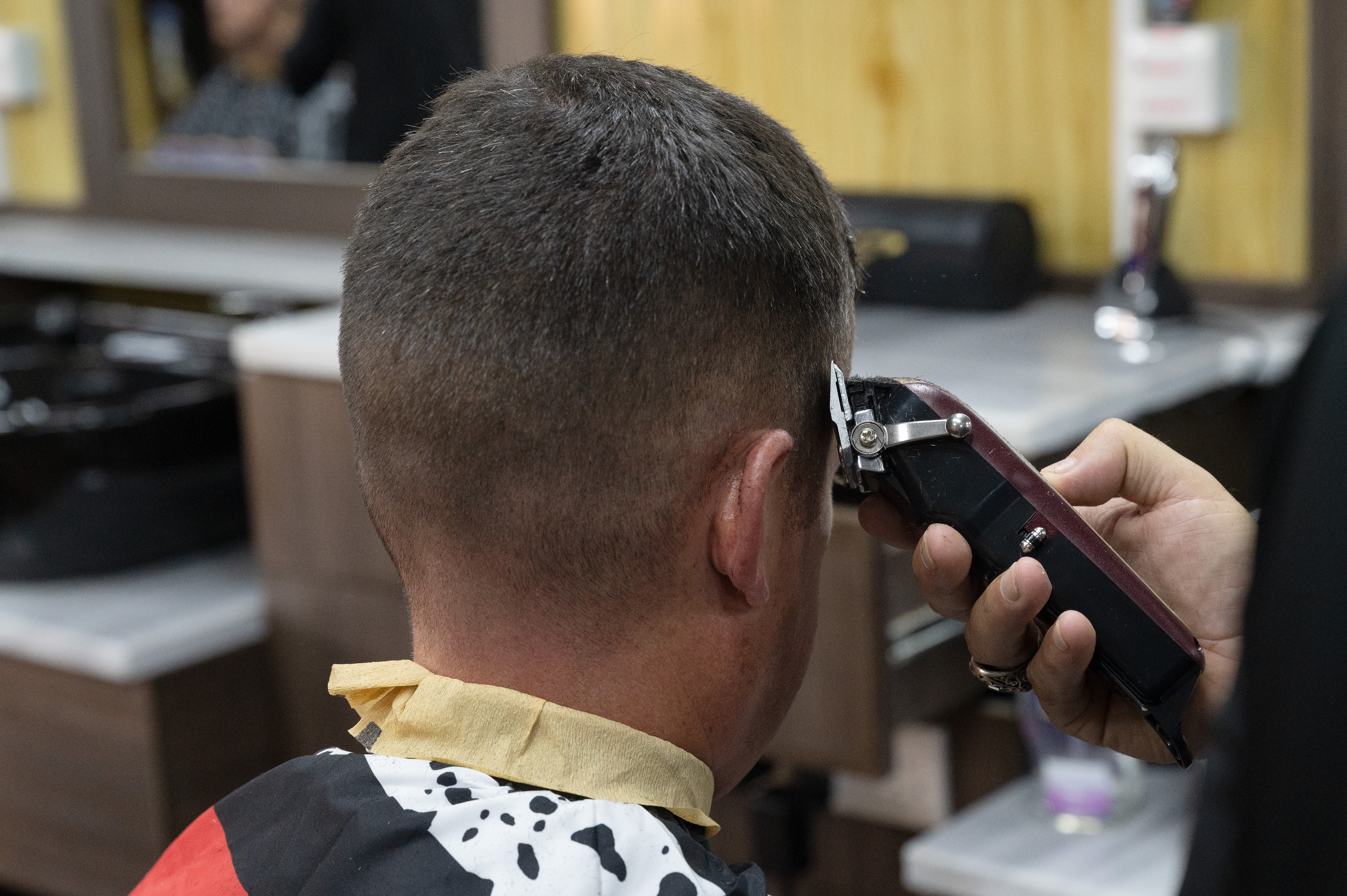
ماشین اصلاح آرایشگری